# 勒洛舍尔
勒洛舍尔（法語：Le Locheur，法語發音：[lə lɔʃœʁ] ⓘ）是法国卡尔瓦多斯省的一个旧市镇，原属于卡昂区。2017年，勒洛舍尔与临近的2个市镇合并为新市镇瓦勒达里并改属维尔区。

## 地理
勒洛舍尔（49°6'14"N, 0°33'9"W）面积3.68 平方千米，位于法国诺曼底大区卡爾瓦多斯省，该省份为法国西北部沿海省份，北濒大西洋英吉利海峡，东北与滨海塞纳省以海上边界相接，东临厄尔省，南至奧恩省，西与芒什省接壤。
与勒洛舍尔接壤的市镇（或旧市镇、城区）包括：布日、米西、努瓦耶博卡日、奥东河畔图尔奈、瓦科涅-讷伊、努瓦耶-米西。
勒洛舍尔的时区为UTC+01:00、UTC+02:00（夏令时）。

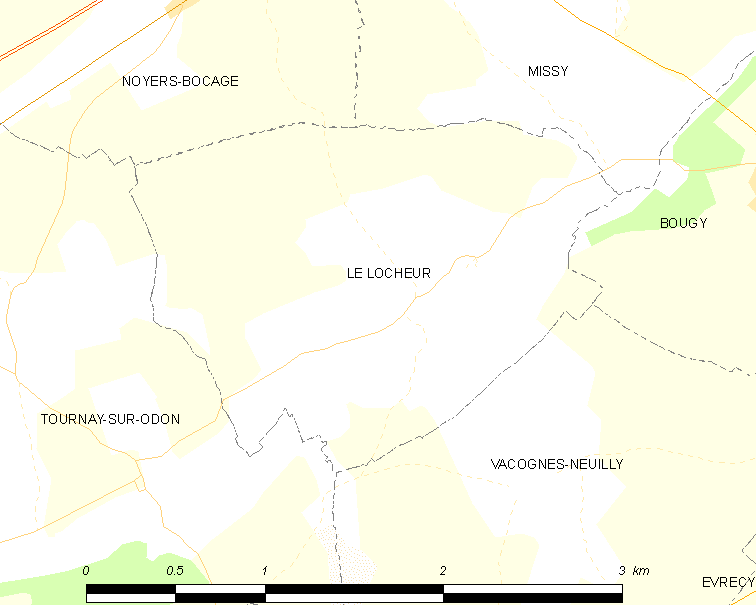
勒洛舍尔的OSM定位图

## 行政
勒洛舍尔的邮政编码为14210，INSEE市镇编码为14373。

## 政治
勒洛舍尔所属的省级选区为莱蒙多奈县。

## 人口

1962-2008年间勒洛舍尔人口变化图示

勒洛舍尔于2018年1月1日时的人口数量为242人。